# Europees kampioenschap volleybal vrouwen 2013
Het Europees kampioenschap volleybal vrouwen 2013 werd van 6 september tot en met 14 september 2013 georganiseerd in Duitsland en Zwitserland. De dames van Rusland werden Europees kampioen.

## Opzet
De top-5 van het vorige EK plaatsten zich rechtstreeks voor het toernooi in 2013. Duitsland en Zwitserland zijn als gastlanden al gekwalificeerd. Daar komen nog negen landen bij die zich via kwalificatietoernooien voor dit EK hebben gekwalificeerd. In de eerste ronde worden de zestien deelnemende ploegen onderverdeeld in vier groepen. De top-3 van elke groep stoot door naar de tweede ronde, waar in twee groepen van zes ploegen wordt gespeeld. Daarbij worden de resultaten van de onderlinge confrontaties uit de eerste ronde ook verrekend. De beste twee ploegen uit beide groepen bereiken de halve finales.

## Gekwalificeerde teams
| Gastlanden            | Via EK 2011                         | Groepswinnaars kwalificatie                                                                                        | Via play-off                   |
| --------------------- | ----------------------------------- | --- | ------------------------------ |
| Duitsland Zwitserland | Servië Turkije Italië Polen Rusland | Spanje (Groep A) Nederland (Groep B) Azerbeidzjan (Groep C) Kroatië (Groep D) België (Groep E) Bulgarije (Groep F) | Frankrijk Tsjechië Wit-Rusland |

## Speelsteden
Het toernooi vond plaats in Duitsland in vier verschillende speelsteden en in twee speelsteden in Zwitserland. De halve finales en finale werden gespeeld in Berlijn , Duitsland

## Eindtoernooi

### Groepsfase
|  | Gekwalificeerd voor de kwartfinales |
|  | Gekwalificeerd voor de playoffs     |

#### Groep A
|      |           |     | Wedstrijden | Wedstrijden | Sets | Sets | Sets |
| Rank | Team      | Pts | W           | L           | W    | L    |      |
| ---- | --------- | --- | ----------- | ----------- | ---- | ---- | ---- |
| 1    | Duitsland | 8   | 3           | 0           | 8    | 2    |      |
| 2    | Turkije   | 5   | 2           | 1           | 6    | 5    |      |
| 3    | Nederland | 5   | 1           | 2           | 7    | 6    |      |
| 4    | Spanje    | 0   | 0           | 3           | 0    | 9    |      |

| Datum |           | Score |           | Set 1 | Set 2 | Set 3 | Set 4 | Set 5 | Totaal  |
| ----- | --------- | ----- | --------- | ----- | ----- | ----- | ----- | ----- | ------- |
| 6 sep | Duitsland | 3-0   | Spanje    | 25-15 | 25-15 | 25-17 |       |       | 75–47   |
| 6 sep | Nederland | 2-3   | Turkije   | 15-25 | 16-25 | 29-27 | 26-24 | 12-15 | 98–116  |
| 7 sep | Duitsland | 3-2   | Nederland | 27-25 | 20-25 | 22-25 | 25-23 | 15-9  | 109-107 |
| 7 sep | Spanje    | 0-3   | Turkije   | 13-25 | 19-25 | 15-25 |       |       | 47-75   |
| 8 sep | Spanje    | 0-3   | Nederland | 16-25 | 14-25 | 18-25 |       |       | 48-75   |
| 8 sep | Turkije   | 0-3   | Duitsland | 19-25 | 23-25 | 25-27 |       |       | 67-77   |

#### Groep B
|      |             |     | Wedstrijden | Wedstrijden | Sets | Sets | Sets |
| Rank | Team        | Pts | W           | L           | W    | L    |      |
| ---- | ----------- | --- | ----------- | ----------- | ---- | ---- | ---- |
| 1    | België      | 9   | 3           | 0           | 9    | 2    |      |
| 2    | Italië      | 6   | 2           | 1           | 7    | 4    |      |
| 3    | Frankrijk   | 2   | 1           | 2           | 5    | 8    |      |
| 4    | Zwitserland | 1   | 0           | 3           | 2    | 9    |      |

| Datum |             | Score |             | Set 1 | Set 2 | Set 3 | Set 4 | Set 5 | Totaal |
| ----- | ----------- | ----- | ----------- | ----- | ----- | ----- | ----- | ----- | ------ |
| 6 sep | Italië      | 3-0   | Zwitserland | 25-13 | 25-11 | 25-13 |       |       | 75–37  |
| 6 sep | Frankrijk   | 1-3   | België      | 25-22 | 19-25 | 17-25 | 17-25 |       | 78–97  |
| 7 sep | Italië      | 3-1   | Frankrijk   | 25-16 | 25-15 | 20-25 | 25-16 |       | 95-72  |
| 7 sep | Zwitserland | 0-3   | België      | 21-25 | 16-25 | 23-25 |       |       | 60-75  |
| 8 sep | Frankrijk   | 3-2   | Zwitserland | 17-25 | 25-17 | 24-26 | 25-17 | 15-9  | 106-94 |
| 8 sep | België      | 3-1   | Italië      | 22-25 | 25-16 | 26-24 | 25-18 |       | 98-83  |

#### Groep C
|      |              |     | Wedstrijden | Wedstrijden | Sets | Sets | Sets |
| Rank | Team         | Pts | W           | L           | W    | L    |      |
| ---- | ------------ | --- | ----------- | ----------- | ---- | ---- | ---- |
| 1    | Rusland      | 9   | 3           | 0           | 9    | 2    |      |
| 2    | Kroatië      | 6   | 2           | 1           | 7    | 3    |      |
| 3    | Wit-Rusland  | 3   | 1           | 2           | 4    | 7    |      |
| 4    | Azerbeidzjan | 0   | 0           | 3           | 1    | 9    |      |

| Datum |              | Score |              | Set 1 | Set 2 | Set 3 | Set 4 | Set 5 | Totaal |
| ----- | ------------ | ----- | ------------ | ----- | ----- | ----- | ----- | ----- | ------ |
| 6 sep | Azerbeidzjan | 0-3   | Kroatië      | 15-25 | 22-25 | 21-25 |       |       | 58–75  |
| 6 sep | Wit-Rusland  | 1-3   | Rusland      | 21-25 | 25-22 | 14-25 | 14-25 |       | 74–97  |
| 7 sep | Azerbeidzjan | 1-3   | Wit-Rusland  | 23-25 | 20-25 | 25-17 | 22-25 |       | 90-92  |
| 7 sep | Kroatië      | 1-3   | Rusland      | 21-25 | 24-26 | 25-23 | 22-25 |       | 92-99  |
| 8 sep | Wit-Rusland  | 0-3   | Kroatië      | 19-25 | 10-25 | 19-25 |       |       | 48-75  |
| 8 sep | Rusland      | 3-0   | Azerbeidzjan | 25-16 | 25-20 | 28-26 |       |       | 78-62  |

#### Groep D
|      |           |     | Wedstrijden | Wedstrijden | Sets | Sets | Sets |
| Rank | Team      | Pts | W           | L           | W    | L    |      |
| ---- | --------- | --- | ----------- | ----------- | ---- | ---- | ---- |
| 1    | Servië    | 7   | 2           | 1           | 8    | 4    |      |
| 2    | Tsjechië  | 4   | 2           | 1           | 6    | 7    |      |
| 3    | Polen     | 4   | 2           | 1           | 6    | 7    |      |
| 4    | Bulgarije | 3   | 1           | 2           | 6    | 8    |      |

| Datum |           | Score |           | Set 1 | Set 2 | Set 3 | Set 4 | Set 5 | Totaal  |
| ----- | --------- | ----- | --------- | ----- | ----- | ----- | ----- | ----- | ------- |
| 6 sep | Servië    | 2-3   | Bulgarije | 25-23 | 25-13 | 22-25 | 28-30 | 13-15 | 113–106 |
| 6 sep | Tsjechië  | 3-2   | Polen     | 24-26 | 25-21 | 25-21 | 24-26 | 15-12 | 113–106 |
| 7 sep | Servië    | 3-0   | Tsjechië  | 25-21 | 26-24 | 25-23 |       |       | 76-68   |
| 7 sep | Bulgarije | 1-3   | Polen     | 22-25 | 25-18 | 13-25 | 18-25 |       | 78–93   |
| 8 sep | Tsjechië  | 3-2   | Bulgarije | 14-25 | 25-20 | 29-31 | 25-19 | 15-11 | 108-106 |
| 8 sep | Polen     | 1-3   | Servië    | 18-25 | 18-25 | 25-22 | 21-25 |       | 82-97   |

## Kampioenschapsronde

### Play-offs
| Datum  | Tijd  |          | Score |             | Set 1 | Set 2 | Set 3 | Set 4 | Set 5 | Totaal |
| ------ | ----- | -------- | ----- | ----------- | ----- | ----- | ----- | ----- | ----- | ------ |
| 10 sep | 17:00 | Turkije  | 3-0   | Wit-Rusland | 25–16 | 25–13 | 25–17 |       |       | 75–46  |
| 10 sep | 17:30 | Italië   | 3-0   | Polen       | 25–22 | 25–22 | 25–13 |       |       | 75–57  |
| 10 sep | 20:00 | Kroatië  | 3-2   | Nederland   | 23-25 | 25-11 | 22-25 | 25-23 | 15-11 | 110-95 |
| 10 sep | 20:30 | Tsjechië | 2-3   | Frankrijk   | 25-20 | 25-9  | 23-25 | 23-25 | 18-20 | 114-99 |

### Kwartfinale
| Datum  | Tijd  |           | Score |           | Set 1 | Set 2 | Set 3 | Set 4 | Set 5 | Totaal  |
| ------ | ----- | --------- | ----- | --------- | ----- | ----- | ----- | ----- | ----- | ------- |
| 11 sep | 17:00 | Rusland   | 3-0   | Turkije   | 25-20 | 25-23 | 25-19 |       |       | 75-62   |
| 11 sep | 17:30 | België    | 3-2   | Frankrijk | 22-25 | 25-23 | 21-25 | 25-20 | 15-9  | 108-102 |
| 11 sep | 20:00 | Duitsland | 3-0   | Kroatië   | 25-23 | 25-23 | 25-18 |       |       | 75-64   |
| 11 sep | 20:30 | Servië    | 3-0   | Italië    | 25-14 | 28-26 | 25-18 |       |       | 78-58   |

### Halve finale
| Datum  | Tijd  |           | Score |        | Set 1 | Set 2 | Set 3 | Set 4 | Set 5 | Totaal  |
| ------ | ----- | --------- | ----- | ------ | ----- | ----- | ----- | ----- | ----- | ------- |
| 13 sep | 17:00 | Rusland   | 3-0   | Servië | 25-23 | 25-19 | 25-12 |       |       | 75-54   |
| 13 sep | 20:00 | Duitsland | 3-2   | België | 18-25 | 20-25 | 25-21 | 25-21 | 15-11 | 103-103 |

### Troostfinale
| Datum  | Tijd  |        | Score |        | Set 1 | Set 2 | Set 3 | Set 4 | Set 5 | Totaal  |
| ------ | ----- | ------ | ----- | ------ | ----- | ----- | ----- | ----- | ----- | ------- |
| 14 sep | 17:00 | Servië | 2-3   | België | 25-23 | 21-25 | 26-28 | 25-21 | 11-15 | 108-112 |

### Finale
| Datum  | Tijd  |         | Score |           | Set 1 | Set 2 | Set 3 | Set 4 | Set 5 | Totaal |
| ------ | ----- | ------- | ----- | --------- | ----- | ----- | ----- | ----- | ----- | ------ |
| 14 sep | 20:00 | Rusland | 3-1   | Duitsland | 25-23 | 23-25 | 25-23 | 25-14 |       | 98-85  |

## Eindstand
| Rank   | Team         |
| ------ | ------------ |
| Goud   | Rusland      |
| Zilver | Duitsland    |
| Brons  | België       |
| 4      | Servië       |
| 5      | Frankrijk    |
| 6      | Kroatië      |
| 7      | Turkije      |
| 8      | Italië       |
| 9      | Nederland    |
| 10     | Tsjechië     |
| 11     | Polen        |
| 12     | Wit-Rusland  |
| 13     | Bulgarije    |
| 14     | Zwitserland  |
| 15     | Azerbeidzjan |
| 16     | Spanje       |